# Льюис, Бетти Вашингтон
 Элизабет Вашингтон Льюис (англ. Betty Washington Lewis ; 20 июня 1733, Уэстморленд, Тринадцать колоний — 31 марта 1797, Калпепер, Виргиния) — младшая сестра Джорджа Вашингтона. Её считают «матерью-основательницей» Америки. Она была единственной сестрой, дожившей до совершеннолетия. Была первой дочерью Огастина Вашингтона и Мэри Болл Вашингтон.

## Ранняя жизнь
Родилась в округе Уэстморленд, колония Виргиния, и вышла замуж за Филдинга Льюиса в 1750 году. Среди их детей были Лоуренс Льюис, который женился на Элеоноре Парк Кастис, внучке Марты Вашингтон, и Роберта Льюиса. В 1770 году они построили дом в Фредериксберге, Кенмор Хаус, и владели магазином «Lewis Store» до 1776 года. Позже жила рядом со своей матерью. Умерла в 1797 году, когда навещала свою дочь Бетти Льюис Картер на плантации Вестерн Вью в Калпепере, штат Вирджиния, где позже и была похоронена.
В честь Бетти и её мужа назвали улицы в соседнем подразделении Фэрри Фарм (Филдинг Серкл и Бетти Льюис Драйв).

## Брак и семья
Филдинг Льюис женился на Кэтрин Вашингтон 18 октября 1746 года. Она была его троюродной сестрой, дочерью Джона Вашингтона (двоюродный брат Джорджа Вашингтона) и Кэтрин Уайтинг. У них было трое детей до смерти Катарины 19 февраля 1750 года.
Несколько месяцев спустя, 7 мая 1750 года, Льюис женился на Бетти Вашингтон (1733—1797), сестре Джорджа Вашингтона и ещё одной троюродной сестре. Ей было 17 лет. Вместе у них было 11 детей. Бетти пережила Льюиса на 16 лет и умерла в 1797 году.
- Филдинг Льюис II (1751—1803); женился на Анне Александер, от неё был ребёнок. Женился на Нэнси Александер, от неё был ребёнок.
- Августин Льюис (22 января 1752—1756); умер в детстве.
- Уорнер Льюис (24 июня 1755—1756); умер в младенчестве.
- Джордж Вашингтон Льюис (14 марта 1757 — 15 ноября 1831); женился на Кэтрин Дайнгерфилд, имел проблемы (дедушка и бабушка принцессы Екатерины Мюрат).
- Мэри Льюис (22 апреля 1759 — 25 декабря 1759); умер в младенчестве.
- Чарльз Льюис (3 октября 1760—1793)
- Сэмюэл Льюис (14 мая 1762 г. — 31 декабря 1810 г.)
- Элизабет Льюис (23 февраля 1765 — 9 августа 1830); вышла замуж за дальнего кузена Чарльза Картера, от него был ребёнок.
- Лоуренс Льюис (4 марта 1767 — 20 ноября 1839); женился на сводной кузиной Элеонор Парк Кастис, приёмной внучке Джорджа Вашингтона, от неё был ребёнок.
- Роберт Льюис (25 июня 1769 — 17 января 1829); замужем за кузиной Джудит Картер Браун, от неё был ребёнок.
- Хауэлл Льюис старший (12 декабря 1771 — 26 декабря 1822); женился на Эллен Хэкли Поллард, от неё был сын Генри Хауэллом Льюисом.